# Philodromus satullus
Philodromus satullus este o specie de păianjeni din genul Philodromus, familia Philodromidae, descrisă de Keyserling, 1880. Conform Catalogue of Life specia Philodromus satullus nu are subspecii cunoscute.